# Liste der Kulturdenkmäler in Waldrach
In der Liste der Kulturdenkmäler in Waldrach sind alle Kulturdenkmäler der rheinland-pfälzischen Ortsgemeinde Waldrach aufgeführt. Grundlage ist die Denkmalliste des Landes Rheinland-Pfalz (Stand: 8. Februar 2023).

## Einzeldenkmäler
| Bezeichnung                            | Lage                                   | Baujahr         | Beschreibung | Bild                           |
| -------------------------------------- | -------------------------------------- | --------------- | --- | ------------------------------ |
| Wegekapelle                            | Friedhofsweg, am Friedhof Lage         | 1872            | Wegekapelle, 1872 | Fotos hochladen                |
| Weingut                                | Hermeskeiler Straße 41 Lage            | um 1900         | Weingut, repräsentativer Walmdachbau, um 1900                                                                                                 | Fotos hochladen                |
| Quereinhaus                            | Hinter dem Spieles 4a/4b Lage          | 18. Jahrhundert | Quereinhaus, 18. Jahrhundert | Fotos hochladen                |
| Katholische Pfarrkirche St. Laurentius | Kirchstraße/Im Kändelchen Lage         | 1903/06         | aufwändige neugotische Staffelhalle, 1903/06, Architekt Peter Marx, Trier; mittelalterlicher Turm; zugehörig der ehemalige Kirchhof           | weitere Bilder Fotos hochladen |
| Wegekapelle                            | Zollweg 68 Lage                        | 1868            | Wegekapelle, aufgesockelter Putzbau; die Inschrift über der Tür lautet: Errichtet von Johann Derbach und Kath. Bund von der Schmelzmühle 1868 | Fotos hochladen                |
| Weinbergsportal                        | südöstlich des Ortes an der L 149 Lage | 1899            | Weinbergsportal, spätklassizistische Toranlage, 1899                                                                                          | Fotos hochladen                |